# Indywidualne Mistrzostwa Świata w Long Tracku 1972
Indywidualne Mistrzostwa Świata na długim torze 1972 – zawody żużlowe, mające na celu wyłonienie medalistów indywidualnych mistrzostw świata na długim torze w sezonie 1972. W finale zwyciężył, po raz drugi w karierze, Nowozelandczyk Ivan Mauger.

## Terminarz
- 1. runda kwalifikacyjna – Straubing, 1 maja 1972
- 2. runda kwalifikacyjna – Gornja Radgona, 1 maja 1972
- 3. runda kwalifikacyjna – Mariańskie Łaźnie, 28 maja 1972
- finał skandynawski – Skive, 11 czerwca 1972
- półfinał – Scheeßel, 18 czerwca 1972
- finał – Mühldorf am Inn, 9 lipca 1972

## Finał
- Mühldorf am Inn, 9 lipca 1972

| Msc. | Zawodnik               | Kraj            | Pkt |             |  |
| ---- | ---------------------- | --------------- | --- | ----------- |  |
| 1    | Ivan Mauger            | Nowa Zelandia   | 30  | (6,6,6,6,6) |  |
| 2    | Manfred Poschenreider  | RFN             | 23  | (6,3,6,6,2) |  |
| 3    | Jon Ødegaard           | Norwegia        | 18  | (3,3,6,2,4) |  |
| 4    | Hans Siegl             | RFN             | 17  | (4,4,4,2,3) |  |
| 5    | Bent Nørregaard Jensen | Dania           | 17  | (6,6,3,1,1) |  |
| 6    | Antonín Šváb           | Czechosłowacja  | 14  | (3,4,3,4,–) |  |
| 7    | Hans Zierk             | RFN             | 13  | (2,6,2,3)   |  |
| 8    | Josef Angermüller      | RFN             | 11  | (3,4,–,4)   |  |
| 9    | Willihard Thomsson     | Szwecja         | 11  | (4,3,3,1)   |  |
| 10   | Don Godden             | Wielka Brytania | 9   | (4,1,4,–)   |  |
| 11   | Rudolf Kastl           | RFN             | 9   | (u,2,4,3)   |  |
| 12   | Jan Käter              | RFN             | 6   | (2,2,2,0)   |  |
| 13   | Heinrich Sprenger      | RFN             | 4   | (2,0,2)     |  |
| 14   | Gottfried Schwarze     | RFN             | 3   | (0,2,1)     |  |
| 15   | Henning Hansen         | Dania           | 3   | (1,1,1)     |  |
| 16   | Matti Olin             | Finlandia       | 2   | (1,1,0)     |  |
| 17   | Niels Haraldsen        | Norwegia        | 1   | (0,0,1)     |  |
| 18   | rez. Runo Wedin        | Szwecja         | 1   | (1,0,0)     |  |
|      | Alois Wiesböck         | RFN             | ns  |             |  |
|      | rez. Ole Olsen         | Dania           | ns  |             |  |

## Bieg po biegu
1. Poschenrieder, Siegl, Ødegaard, Zierk, Olin, Kastl (u)
2. Nørregaard, Thomsson, Svab, Käter, Hansen, Haraldsen
3. Mauger, Godden, Angermüller, Sprenger, Wedin, Schwarze
4. Nørregaard, Siegl, Poschenrieder, Kastl, Hansen, Haraldsen
5. Mauger, Svab, Thomsson, Käter, Godden, Sprenger
6. Zierk, Angermüller, Ødegaard, Schwarze, Olin, Wedin
7. Ødegaard, Kastl, Thomsson, Sprenger, Haraldsen, Angermüller (ns)
8. Poschenrieder, Godden, Noregaard, Käter, Schwarze, Olin
9. Mauger, Siegl, Svab, Zierk, Hansen, Wedin
10. Półfinał #1: Poschenrieder, Angermüller, Zierk, Siegl, Thomsson, Käter
11. Półfinał #2: Mauger, Svab, Kastl, Ødegaard, Nørregaard, Godden  (ns)
12. Finał: Mauger, Ødegaard, Siegl, Poschenrieder, Nørregaard, Svab  (ns)

Uwagi:
- do  półfinałów zakwalifikowało się 12 zawodników z największą liczbą punktów po części zasadniczej
- w finale wystąpiło 6 zawodników z największą liczbą punktów po części zasadniczej i półfinałach: Mauger (24), Poschenreider (21), Nørregaard (16), Ødegaard (14), Siegl (14), Svab (14)